# Нелюбов, Григорий Григорьевич
Григо́рий Григо́рьевич Нелю́бов (31 марта 1934, Порфирьевка, Крымская АССР — 18 февраля 1966, Михайловский район, Приморский край) — советский военный лётчик, член первого отряда советских космонавтов.

## Биография

### Ранние годы
Григорий Нелюбов родился 31 марта 1934 года. Окончил среднюю школу № 50 Ленинского р-на г. Запорожья. Затем окончил Ейское военно-авиационное училище. Проходил службу в морской авиации.

### Карьера
В 1960 году Нелюбов был зачислен в первый отряд советских космонавтов. Прошёл подготовку для полёта на космическом корабле «Восток». Наряду с Гагариным и Титовым был одним из троих основных кандидатов на первый космический полёт. Входил в группу подготовки космонавтов к полёту кораблей «Восток-2», «Восток-3» и «Восток-4». В июне 1962 года был выведен из группы подготовки к полёту «Восток-3» и «Восток-4» по состоянию здоровья.
За нарушение воинской дисциплины (сопротивление военному патрулю в нетрезвом виде 27 марта 1963 года на железнодорожной станции Чкаловская) был отчислен вместе с двумя другими (Аникеев И. Н. и Филатьев В. И.) из отряда космонавтов 17 апреля 1963 года. Согласно воспоминаниям Каманина, Гагарин высказывался за отчисление одного Филатьева, сам Каманин считал, что отчислить нужно Филатьева и Аникеева, а Нелюбову, учитывая его прекрасные показатели при подготовке и наименьшую (по мнению Каманина) вину в инциденте, дать возможность реабилитироваться.
Цитата из книги Ярослава Голованова «Космонавт № 1»:

…По общему мнению почти всех космонавтов, Нелюбов мог со временем оказаться в первой пятёрке советских космонавтов.
Но случилось иначе. Подвело Григория как раз его «гусарство». Случилось это уже после полёта Титова. Стычка с военным патрулём, который задержал Нелюбова, Аникеева и Филатьева, на железнодорожной платформе, дерзкая надменность в комендатуре грозили рапортом командованию. Руководство Центра упросило дежурного по комендатуре не посылать рапорта. Тот, скрепя сердце, согласился, если Нелюбов извинится. Нелюбов извиняться отказался. Рапорт ушёл наверх. Разгневанный Каманин отдал распоряжение отчислить всех троих. Космонавты считают, что Аникеев и Филатьев пострадали исключительно по вине Нелюбова…

Секретарь парторганизации Павел Попович пытался разрешить ситуацию, созвав партсобрание, где Нелюбову было ещё раз предложено извиниться перед начальником патруля и покаяться перед товарищами, но его «замкнуло», чем он сам поставил крест на своей дальнейшей карьере.
После отчисления из отряда космонавтов Григорий Нелюбов продолжил службу в Военно-воздушных силах СССР на Дальнем Востоке.
Нелюбов тяжело переживал срыв своей космической карьеры и надеялся, что его в скором времени вернут в отряд космонавтов. Но надежды на возвращение не оправдались. Павел Попович однажды пытался свести его с «нужными людьми» в ЦК ВЛКСМ, но разговор не получился, и это только усугубило депрессию, из которой он, казалось, уже начинал было выходить, осваивая новейшие МиГ-21. Пытался перейти на работу лётчика-испытателя, но ему было отказано. Это был новый тяжёлый удар. Начинались всё более серьёзные проблемы с алкоголем. Друзья пытались его оградить от этого, но тщетно. Он садился в любой проходящий поезд, показывал случайным попутчикам удостоверение космонавта ВВС № 3 и фотографии друзей-космонавтов с автографами, и ему тут же наливали. Одно время он при малейшей возможности срывался в Москву, пытаясь восстановиться в ВВИА им. Н. Е. Жуковского и встретиться с Каманиным. Последняя надежда родилась у него в конце 1965 года. Он решился, наконец, поговорить с С. П. Королёвым, которого раньше никогда ни о чём не просил. Но поговорить не успел. В январе 1966 года Королёв умер.

### Смерть
Григорий Нелюбов погиб 18 февраля 1966 года под колёсами поезда.
Цитата из книги Ярослава Голованова «Космонавт № 1»:

…В выписке из рапорта я прочёл (воспроизвожу дословно): «18 февраля 1966 года в пьяном состоянии был убит проходящим поездом на железнодорожном мосту станции Ипполитовка Дальневосточной железной дороги». Винить здесь судьбу, мне кажется, нельзя. Судьба была благосклонна к Нелюбову. Просто не хватило у человека сил сделать свою жизнь, так счастливо и интересно начавшуюся…

В 2007 году телестудией Роскосмоса был снят документальный фильм о Григории Нелюбове «Он мог быть первым. Драма космонавта Нелюбова». В этом фильме вдова Нелюбова Зинаида почти прямым текстом[уточнить] заявила, чть он ушёл из жизни добровольно. Там же показана короткая записка, оставленная им дома в последний день, — она звучит как прощание навсегда: «Зинок! Ты всегда была лучше всех. Таких женщин нужно поискать. Прости».
У Нелюбова две могилы. Основная — на кладбище села Кремово Михайловского района Приморского края. Но на месте его гибели вдова собрала оставшуюся запёкшуюся кровь, осколки костей, взяла часть земли с могилы и вещи Нелюбова и захоронила на Капустяном кладбище в Запорожье.
На могиле в Кремово неверно указана дата рождения (8 апреля вместо 31 марта). На могиле в Запорожье написано «лётчик-космонавт СССР № 3» (хотя у Нелюбова было удостоверение космонавта ВВС под номером 3, а лётчик-космонавт СССР — это звание летавшего в космос, и на самом деле третьим из советских космонавтов летал А. Г. Николаев). На этой могиле есть также надпись «погиб при исполнении служебных обязанностей», не соответствующая обстоятельствам гибели.